# 친구에게~Say What You Will~
〈도모다치에〜Say What You Will〜〉(일본어: 友だちへ〜Say What You Will〜)는 SMAP의 36번째 싱글이다. 2005년 1월 19일에 빅터 엔터테인먼트에서 발매되었다.

## 개요
- 영국의 기타리스트, 에릭 클랩튼이 2005년 일본에서 개최 된 "아이치 엑스포"의 테마 송으로 작사·작곡을 다룬 〈Say What You Will〉(앨범 《백 홈》에 수록)된 곡을, SMAP이 〈친구에게 ~Say What You Will~〉으로 커버하여, 싱글로 발매되었다. 작곡에는 사이먼 클라이미도 참여하여, 일본어 가사에는 싱어송 라이터의 다케우치 마리야가 담당하였고, 편곡은 Mr.Children의 프로듀서로 알려져 있고 그외에도 수많은 아티스트의 곡을 제공하고 있는 고바야시 다케시가 담당하였다.
- SMAP은 통산 14번째 오리콘 싱글 차트 1위를 획득. 또한 데뷔 이래 36작품 연속 TOP10에 랭크 인했다.
- 재킷 사진은 양면을 모두 사용할 수 있게 제작되었다. 재킷의 사진에 V 사인으로 별 모양을 만들고 있는 것은 SMAP 5명이다.
- 〈친구에게 ~Say What You Will~〉는 이후, 2005년 7월 27일에 발매된 앨범 《SAMPLE BANG!》의 12번 트랙에 수록되었다.
- 〈Song of X'smap〉는 SMAP의 멤버 전원이 출연 한 2004년 12월 25일에 후지 TV "프리미엄 스테이지"에서 방송 한 드라마 《X'smap~호랑이와 사자와 다섯 남자~》의 주제가이다.

## 수록곡
1. 친구에게 ~Say What You Will~
  - 작사 : 에릭 클랩튼 / 작곡 : 에릭 클랩튼 & 사이먼 클라이미 / 일본어 가사 : 다케우치 마리야 / 편곡 : 고바야시 다케시
2. Song of X'smap
  - 작사 : 아소 테츠로 / 작곡 : 칸노 요코 / 편곡 : 무토 세이지
3. 친구에게 ~Say What You Will~ (back track)
4. Song of X'smap (back track)

## 차트 최고 순위
- 주간 1위 (오리콘)
- 2005년 1월 월간 2위 (오리콘)
- 2005년 상반기 7위 (오리콘)
- 2005년 연간 17위 (오리콘)